# Avetis Aharonian
Avetis Aharonian (in armeno Աւետիս Ահարոնեան?; Iğdır, 4 gennaio 1866 – Marsiglia, 20 aprile 1948) è stato un politico, scrittore e rivoluzionario armeno e anche membro del movimento nazionale armeno.

## Biografia
Aharonian nacque nel 1866 a Surmali, nel Governatorato di Erivan dell'allora Impero russo (oggi Iğdır, in Turchia). Crescendo, fu influenzato dalle caratteristiche naturali del suo luogo di nascita, come il fiume Aras e il monte Ararat, entrambi situati nei pressi di Surmali.
Sua madre, Zardar, era una persona istruita, che fu in grado di educare suo figlio insegnandogli a leggere e scrivere. Dopo aver completato gli studi elementari presso la scuola del villaggio, fu mandato al Seminario Gevorgiano di Echmiadzin dove si diplomò. Divenne insegnante per alcuni anni, e andò in seguito all'Università svizzera di Losanna per studiare storia e filosofia. Durante questo periodo incontrò Kristapor Mikaelian, allora capo redattore del quotidiano Troshag (Bandiera) e fece amicizia con Télémaque Tutundjian de Vartavan, che era alla Facoltà di Giurisprudenza dal 1900; i due decisero di unire i loro sforzi per la creazione di un’Armenia indipendente. Iniziò quindi a scrivere per il giornale. Nel 1901, dopo la laurea, andò a studiare letteratura alla Sorbona.
Nel 1902 ritornò nel Caucaso e divenne preside della Scuola Nersisian di Tiflis e caporedattore del giornale Mourj (Martello). Pertanto, nel 1909, fu catturato dal governo zarista e incarcerato nella prigione di Metekhi, dove si ammalò. Due anni dopo, in seguito a una generosa donazione di 20.000 rubli, fuggì in Europa.
Tornò nel Caucaso nel 1917 e presiedette il Consiglio nazionale armeno, che proclamò l'indipendenza della Prima Repubblica di Armenia il 28 maggio 1918. Fu firmatario del Trattato di Batumi con l'Impero ottomano.
Nel 1919 fu a capo della delegazione armena alla Conferenza di pace di Parigi con Boghos Nubar, dove firmò il Trattato di Sèvres formulando l'"Armenia wilsoniana" in collaborazione diretta con la diaspora armena.
Dopo il 1920, Aharonian visse in emigrazione, a Parigi. Nel 1926 fu nominato al Premio Nobel per la letteratura da Antoine Meillet. Ebbe un ictus nel 1934 e visse gli ultimi quattordici anni della sua vita totalmente inabile. Aharonian morì a Marsiglia nel 1948.
Suo figlio, Vardges Aharonian, fu uno scrittore e attivista.

## Galleria d'immagini

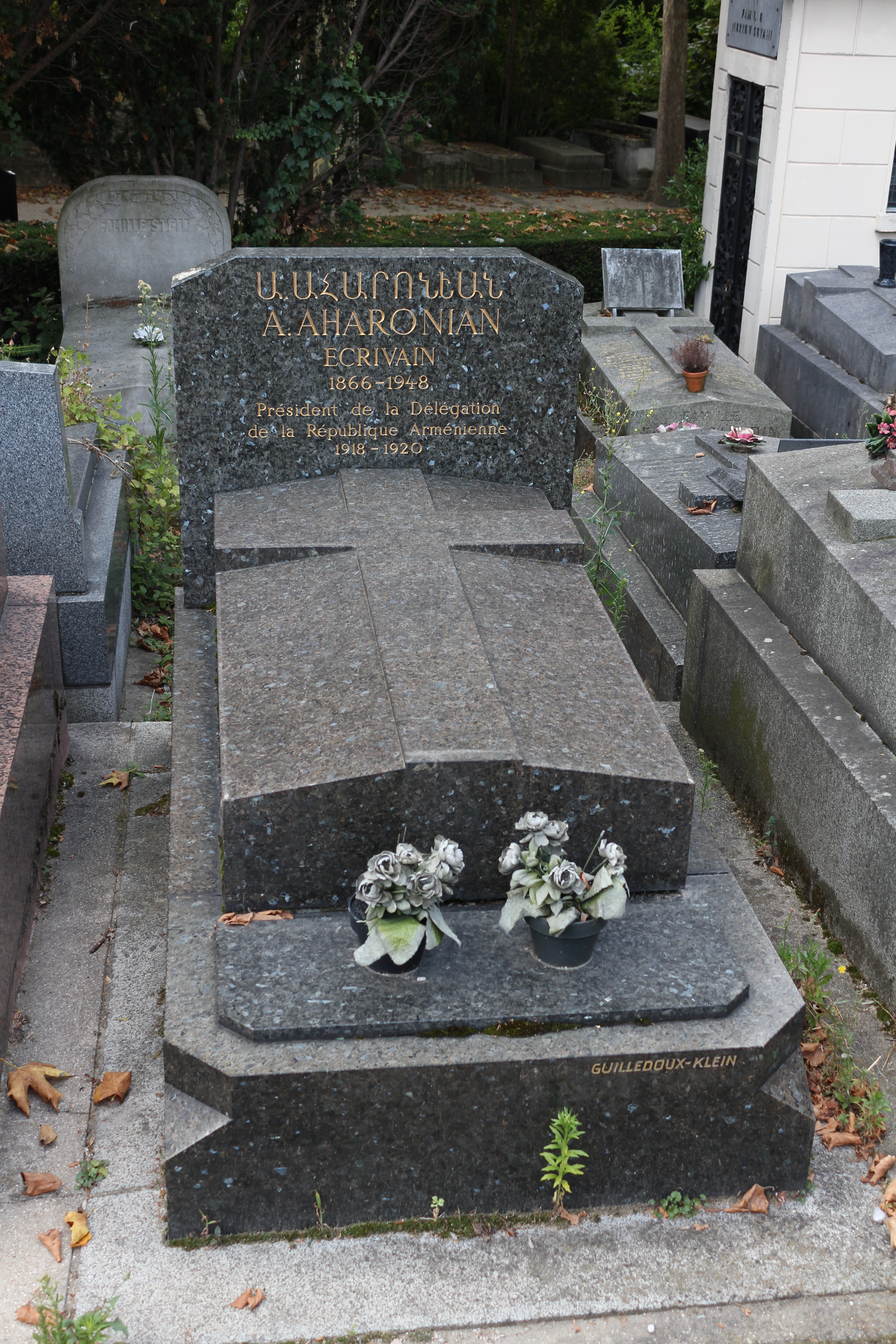
Tomba di Avetis Aharonian.
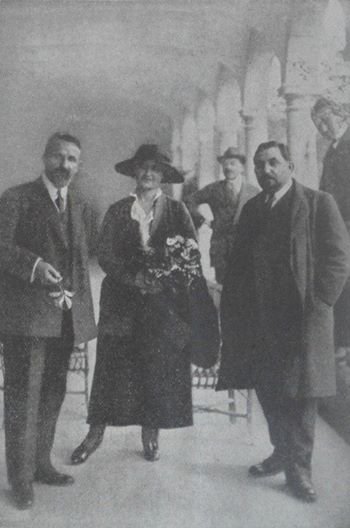
Avetis Aharonyan con la sua seconda moglie Nvard all'Isola di San Lazzaro a Venezia nel 1920.